# ران فور کاور رکوردز
ران فور کاور رکوردز (به انگلیسی: Run for Cover Records) ناشر موسیقی مستقل مستقر در بوستون، ماساچوست می‌باشد که در سال ۲۰۰۴ توسط جف کاساتسا در ۱۷ سالگی با وام ۱٫۰۰۰ دلاری به‌وجود آمد؛ این ناشر در وهلهٔ نخست در یک اتاق خواب کوچک یک‌نفره در برایتون قرار داشت تا اینکه کاساتسا در سال ۲۰۱۰ از دانشگاه سافک فارغ‌التحصیل شد.